# Charles Durning
Charles Durning (Highland Falls, 28 de fevereiro de 1923 – Nova Iorque, 24 de dezembro de 2012) foi um premiado ator norte-americano.

## Carreira
Ele nasceu pobre, em uma família irlandesa de dez filhos em 1923, e perdeu cinco de nove irmãos, passou incólume pelo desembarque dos aliados na Normandia, além de ter sido feito prisioneiro de guerra na Batalha de Bulge.
Sua carreira se inicia no teatro de revista (ou burlesco), em Buffalo, Nova York, quando subiu ao palco de improviso para substituir um comediante que estava bêbado demais para continuar o seu número.
Embora ele tenha interpretado todo tipo de personagem, desde funcionários públicos até os homens mais comuns, Durning pode ser lembrado pelo público de cinema por seu papel indicado ao Óscar como um governador corrupto de "A Melhor Casa Suspeita do Texas" (1982).
Um ano depois de "A Melhor Casa Suspeita do Texas", Durning recebeu outra indicação ao Oscar, por sua interpretação de um oficial nazista trapalhão na comédia de Mel Brooks "Ser ou Não Ser". Ele também foi indicado para um Globo de Ouro como o tenente da polícia atormentado de "Um Dia de Cão" (1975).
Ele rapidamente fez uma boa impressão sobre o público de cinema em 1973, como o policial corrupto perseguindo homens como Paul Newman e Robert Redford na comédia vencedora do Oscar "Golpe de Mestre".
Dezenas de retratos notáveis se seguiram. Ele foi o candidato a pretendente de Dustin Hoffman, posando como uma estrela de novelas em "Tootsie"; o vendedor infame de pernas de rã em "The Muppet Movie", e o Chefe Brandon em "Dick Tracy", de Warren Beatty. Ele interpretou o Papai Noel em quatro filmes diferentes feitos para a televisão e foi o papa no telefilme "I Would be Called John: Pope John 23".
Charles Durning, em 2008 "Eu nunca recusei qualquer coisa e nunca discuti com qualquer produtor ou diretor," Durning disse em 2008, quando foi homenageado com uma estrela na Calçada da Fama de Hollywood.
Muitos críticos se surpreendiam como um homem corpulento poderia ser tão ágil em números de música e dança, não percebendo que Durning tinha sido um instrutor de dança no início de sua carreira. Na verdade, ele conheceu sua primeira esposa, Carol, quando ambos trabalhavam em um estúdio de dança.
Ele ganhou um Globo de Ouro como melhor ator coadjuvante de TV em 1991 por sua interpretação de John "Honey Fitz" Fitzgerald no filme de TV "The Kennedys of Massachusetts" e um Tony em 1990 como Big Daddy no revival da Broadway de "Gata em Teto de Zinco Quente".
Durning, que atuou em mais de 100 filmes e dezenas de programas de televisão, faleceu na véspera de natal de 2012, em sua residência em Nova York aos 89 anos. Encontra-se sepultado no Cemitério Nacional de Arlington, Arlington, Virgínia no Estados Unidos.

## Filmografia parcial
- 2006 - Dois Cachorrinhos Milagrosos (Miracle Dogs Too)
- 2001 - L.A.P.D.: Conspiração (L.A.P.D.: To Protect And To Serve)
- 2000 - E Aí, Meu Irmão, Cadê Você?
- 2000 - Homens à Deriva (Lakeboat)
- 2000 - Deu a Louca nos Astros
- 1999 - Entre o Poder e a Lei (Justice)
- 1998 - Uma Nova Chance (Chance of Snow)
- 1998 - A Premonição (The Premonition)
- 1997 - As Duas Vidas de Algernon (The Secret Life of Algernon)
- 1996 - Mamãe Noel (Mrs. Santa Claus)
- 1996 - Duro de Espiar (Spy Hard)
- 1996 - Elmo Salva o Natal (Elmo Saves Christmas)
- 1993 - Música do Acaso (The Music of Chance)
- 1993 - Um Estranho à minha Porta (When a Stranger Calls Back)
- 1991 - V.I. Warshawski
- 1991 - A Contadora de Histórias (The Story Lady)
- 1990 - Céu sob Suspeita (Fatal Sky)
- 1990 - Dick Tracy
- 1989 - Jantar às Oito (Dinner at Eight)
- 1989 - It Nearly Wasn't Christmas (It Nearly Wasn't Christmas)
- 1989 - Cat Chaser - Perseguição Voraz (Cat Chaser)
- 1988 - A Casa de Kate é um Caso (Far North)
- 1988 - O que Aconteceu naquela Noite (Unholy Matrimony)
- 1988 - Um Roubo Quase Perfeito (Happy New Year)
- 1987 - O Mistério do Rosário Negro (The Rosary Murders)
- 1986 - Histórias Maravilhosas 7 (Amazing Stories 7)
- 1986 - Os Últimos Durões (Tough Guys)
- 1985 - O Valor da Coragem (Stand Alone)
- 1985 - Selva Viva (Where the River Runs Black)
- 1985 - Um homem destemido (Stick)
- 1984 - Crise de Consciência (Mass Appeal)
- 1982 - Tootsie
- 1983 - Sou ou Não Sou? (To Be or Not to Be)
- 1981 - A Vingança do Espantalho (Dark Night of the Scarecrow)
- 1981 - A Rebeldia Mortal (Best Little Girl In The World)
- 1981 - A Melhor Garota do Mundo (The Best Little Girl in the World)
- 1980 - Attica, a Rebelião Sangrenta (Attica)
- 1979 - Quando um Estranho Chama (When a Stranger Calls)
- 1979 - Encontros e Desencontros (Starting Over)
- 1978 - A Fúria
- 1977 - Os Rapazes do Coro (The Choir Boys)
- 1975 - Um Dia de Cão (Dog Day Afternoon)
- 1975 - A Rainha do Baile (Queen of the Stardust Ballroom)
- 1974 - A Primeira Página
- 1973 - Irmãs Diabólicas (Sisters)
- 1973 - Golpe de Mestre